# 矛盾心理
矛盾心理（Ambivalence）是一种对某一事物同时产生矛盾的反应、信仰或感情的状态。换句话说，矛盾是一种对某人或某事的态度，这种态度同时包含了积极和消极两方面的成分。
虽然态度倾向于引导与态度相关的行为，但那些持有矛盾心理的人倾向于在较小程度上引导态度相关的行为。一个人的态度越不确定，他就越容易受到影响，从而使未来的行动更不可预测和/或更不果断。自相矛盾的态度也更容易受到瞬时信息（例如突发情绪）的影响，这会导致更具可塑性的评估。然而，由于矛盾的人更多地考虑与态度相关的信息，他们也往往比不矛盾的人更容易被与态度相关的信息说服。
当一个主体的积极和消极两个方面同时出现在一个人的头脑中时，明显的矛盾心理可能会也可能不会被体验为心理上的不愉快。心理上不舒服的矛盾心理，也被称为认知失调，会导致逃避、拖延，或者故意尝试去解决矛盾心理。在需要做出决定的情况下，人们经历了来自矛盾心理的最大的不适。人们不同程度地意识到他们的矛盾心理，因此矛盾心理的影响因人而异。出于这个原因，研究人员考虑了两种形式的矛盾心理，其中只有一种被主观地体验为一种冲突状态。